# Usługa prawna
Usługa prawna – według rozporządzenia UE usługa doradztwa i reprezentowania we wszelkich postępowaniach sądowych i pozasądowych, redagowania projektów dokumentacji prawnej i aktów prawnych, doradztwo w zakresie certyfikacji, usługi powiernictwa i sądownictwa polubownego.